# Jack Hulbert
Jack Hulbert (24 de abril de 1892 – 25 de marzo de 1978) fue un actor británico.

## Biografía
Su verdadero nombre era John Norman Hulbert, y nació en Ely, Inglaterra. Era el hermano mayor del también actor Claude Hulbert. Estudió en la Universidad de Cambridge y actuó en muchos espectáculos y revistas, principalmente con los Footlights, un club teatral amateur de su universidad, siendo uno de los más famosos antiguos alumnos del club. Tras Cambridge, se ganó el reconocimiento y la fama actuando en musicales y en comedias ligeras.
Debutó en el cine con Elstree Calling (1930), película en la que también trabajaba su esposa y habitual compañera, tanto teatral como cinematográfica, Cicely Courtneidge, con la que se había casado en 1916. Su carrera tuvo un período de éxito en la década de 1930, actuando en varios filmes, entre ellos The Ghost Train (1931), Love on Wheels (1932) y Bulldog Jack (1935), un burlón homenaje a los populares filmes del detective "Bulldog Drummond", en el cual Jack actuó junto a su hermano Claude.
La popularidad de Hulbert menguó a finales de los años treinta. Sin embargo, tras la Segunda Guerra Mundial él y su esposa continuaron en el mundo del espectáculo, principalmente trabajando en el teatro. En 1975 se publicó una autobiografía de Hulbert, The Little Woman's Always Right. En 1962 el matrimonio actuó junto a Vic Oliver en la sitcom radiofónica de la BBC Discord in Three Flats.
Su matrimonio con Cicely Courtneidge duró 62 años, hasta el fallecimiento del actor. Su relación es mencionada en la serie televisiva británica Dad's Army, en el episodio "Ring Dem Bells".
Jack Hulbert falleció, a los 85 años de edad, en su domicilio en Westminster, Londres, en 1978. Fue incinerado en el Crematorio de Golders Green de la misma ciudad.

## Filmografía
Cine
- Elstree Calling (1930)
- The Ghost Train (1931) – Teddy Deakin
- Sunshine Susie (1931) – The Office Girl en USA – Herr Hasel*
- Jack's the Boy (1932) – Night and Day en USA – Jack Brown
- Happy Ever After (1932) – A Blonde Dream en USA – Willie
- Love on Wheels (1932) – Fred Hopkins
- Falling for You (1933) – Jack Hazeldon
- Jack Ahoy (1934) – Jack Ponsonby
- The Camels Are Coming (1934) –  Jack Campbell
- Bulldog Jack (1935) – Alias Bulldog Drummond en USA – Jack Pennington
- Jack of All Trades (1936) – The Two of Us – Jack Warrender
- Take My Tip (1937) – Lord George Pilkington
- Paradise for Two (1937) – Gaiety Girls en USA – Rene Martin
- Kate Plus Ten (1938) – Queen of Crime en USA – Inspector Mike Pemberton
- Under Your Hat (1940) – Jack Millett
- Into the Blue (1950) – Man in the Dinghy en USA – John Fergusson
- The Magic Box (1951) – Policía
- Miss Tulip Stays the Night (1955) – Dead by Midnight en USA – Agente Feathers
- The Spider's Web (1960) – Sir Rowland Delahaye
- Not Now Darling (1973) – Comandante Frencham
- The Cherry Picker (1974) – Sir Hugh Fawcett

Televisión
- Kraft Mystery Theater – Episodio "The Spider's Web" (1961)
- Compact (1962) Serie de TV – Smith
- Party Games (1970) (TV) – Camarero

## Teatro
- Once More With Music – Teatro Royal Brighton – con Cicely Courtneidge – octubre de 1976
- Breath of Spring – Teatro Everyman, en Cheltenham – con Cicely Courtneidge – mayo de 1974
- The Hollow – Teatro Everyman, en Cheltenham – con Cicely Courtneidge – 1973
- The Bride Comes Back – Vaudeville Theatre Royal – Cicely Courtneidge, Jack Hulbert – 1960
- Under Your Hat – con Cicely Courtneidge – 1938
- By The Way – con Cicely Courtneidge – 1927
- By The Way – revista – 1922
- The Pearl Girl – Teatro Shaftsbury – con Cicely Courtneidge – 1913